# Diboular
Le diboular est une boisson d'origine bigoudène, fortement alcoolisée, composée de 1/3 de crème de cassis et de 2/3 de lambig (ou de saint-rémi suivant les goûts) et généralement servie dans un verre à pastis.
Son nom signifie "retour du lavoir" (di poull ar). On l'appelle aussi mélicasse (mélange cassis). Il existe une variante, le "mes deux saints", "mes deux seins" ou "médecin", mélange de saint-rémi et de saint-raphaël.